# Attilio Benfatto
Pour les articles homonymes, voir Benfatto.
Attilio Benfatto (né le 11 mars 1943 à Caselle dans la province de Venise en Vénétie et mort le 5 avril 2017 à Mirano en Vénétie) est un coureur cycliste italien des années 1960 et 1970.

## Biographie
Professionnel de 1966 à 1977, Attilio Benfatto a notamment remporté deux étapes du Tour d'Italie, en 1969 et  1972. 
Il a également été médaillé de bronze du championnat du monde du contre-la-montre par équipes chez les amateurs en 1966, et médaillé de bronze du championnat du monde du demi-fond en 1974.

## Palmarès sur route
- 1966
  - 3eb étape de la Course de la Paix
  - 4e étape du Tour de l'Avenir
  -  Médaillé de bronze du championnat du monde du contre-la-montre par équipes
- 1968
  - 3e du Grand Prix Tarquinia
- 1969
  - 23e étape du Tour d'Italie
- 1971
  - 10e de Liège-Bastogne-Liège
- 1972
  - 8e étape du Tour d'Italie

## Résultats sur les grands tours

### Tour de France
2 participations
- 1970 : 60e
- 1971 : hors délai (11e étape)

### Tour d'Italie
8 participations
- 1967 : abandon
- 1968 : 38e
- 1969 : 25e, vainqueur de la 23e étape
- 1970 : 57e
- 1971 : 63e
- 1972 : 55e, vainqueur de la 8e étape
- 1973 : abandon (19e étape)
- 1974 : 90e

## Palmarès sur piste

### Championnats du monde
- Paris 1964
  -  Médaillé d'argent de la poursuite par équipes amateurs

- Montréal 1974
  -  Médaillé de bronze du demi-fond

### Championnats nationaux
- Champion d'Italie de poursuite par équipes amateurs en 1963
- Champion d'Italie de demi-fond en 1972, 1973, 1974 et 1975